# Laraesima nitida
Laraesima nitida là một loài bọ cánh cứng trong họ Cerambycidae.